# Tornike Schengelia
Tornike Schengelia, englisch Tornike Shengelia (georgisch თორნიკე შენგელია; * 5. Oktober 1991 in Tiflis) ist ein georgischer Basketballspieler.

## Laufbahn
Schengelia wechselte bereits als Jugendlicher nach Spanien und wurde in der Nachwuchsabteilung des Valencia Basket Clubs ausgebildet. In der Herrenmannschaft des Klubs aus Valencia, die als Power Electronics firmierten, wurde er auch in einzelnen Spielen des ULEB Eurocups eingesetzt, den der spanische Verein 2010 durch einen Endspielsieg gegen den deutschen Vertreter Alba Berlin gewann.
Zur Saison 2010/11 wurde er vom belgischen Meister Spirou BC aus Charleroi verpflichtet, der ihn an den Ligakonkurrenten aus Pepinster verlieh. Nachdem er als MVP mit 29,9 Punkten pro Spiel bei der U20-Europameisterschaft der Division B geglänzt und der georgischen Juniorenauswahl die Rückkehr in den Kreis der besten europäischen Juniorenmannschaften ermöglicht hatte, wurde er auch zwei Monate später in den Kader der Herrenauswahl bei der EM-Endrunde 2011 berufen. Mit der Auswahl gelangen ihm bei der EM zwei Vorrundensiegen. Damit zog man in die Zwischenrunde der besten zwölf Mannschaften ein, wo man jedoch sieglos blieb und ausschied.
In der Saison 2011/12 stand er im Kader von Spirou BC, der als belgischer Meister über ein zusätzliches Qualifikationsturnier in eigener Halle die Teilnahme an der höchsten europäischen Spielklasse EuroLeague erkämpfte.
Im NBA-Draftverfahren im Jahr 2012 wurde Schengelia an 54. Stelle von den Philadelphia 76ers ausgewählt. Er spielte jedoch nie für die 76ers, da er vor Saisonbeginn zu den Brooklyn Nets transferiert wurde. Für die Nets spielte er bis Januar 2014, allerdings blieb er dort Ergänzungsspieler. Im Januar 2014 wurde er an die Chicago Bulls abgegeben. Im Gegenzug wechselte Guard Marquis Teague nach Brooklyn. Nach nur neun Einsätzen wurde Schengelia am 14. April 2014 von den Chicagoern entlassen.
Zur Saison 2014/15 wechselte Schengelia nach Spanien zu Saski Baskonia. 2020 wurde er mit den Basken spanischer Meister. Nach seinem Wechsel zu PBK ZSKA Moskau gewann er mit der Mannschaft 2021 den Meistertitel in der Liga VTB. Im März 2022 wechselte Schengelia zu Virtus Bologna nach Italien. 2023 wurde er mit Bologna italienischer Supercupsieger und 2025 italienischer Meister.
In der Sommerpause 2025 nahm Schengelia ein Angebot des FC Barcelona an und kehrte in die Liga ACB zurück.